# Gội nhót
Gội nhót hay gội núi, ngâu nhót (danh pháp khoa học: Aglaia elaeagnoidea) là một loài thực vật thuộc họ Meliaceae. Loài này có ở American Samoa, Úc (Tây Úc và Queensland), Campuchia, Ấn Độ, Indonesia, Malaysia, New Caledonia, Papua New Guinea, Philippines, Samoa, Sri Lanka, Đài Loan, Thái Lan, Vanuatu, và Việt Nam.

## Hình ảnh

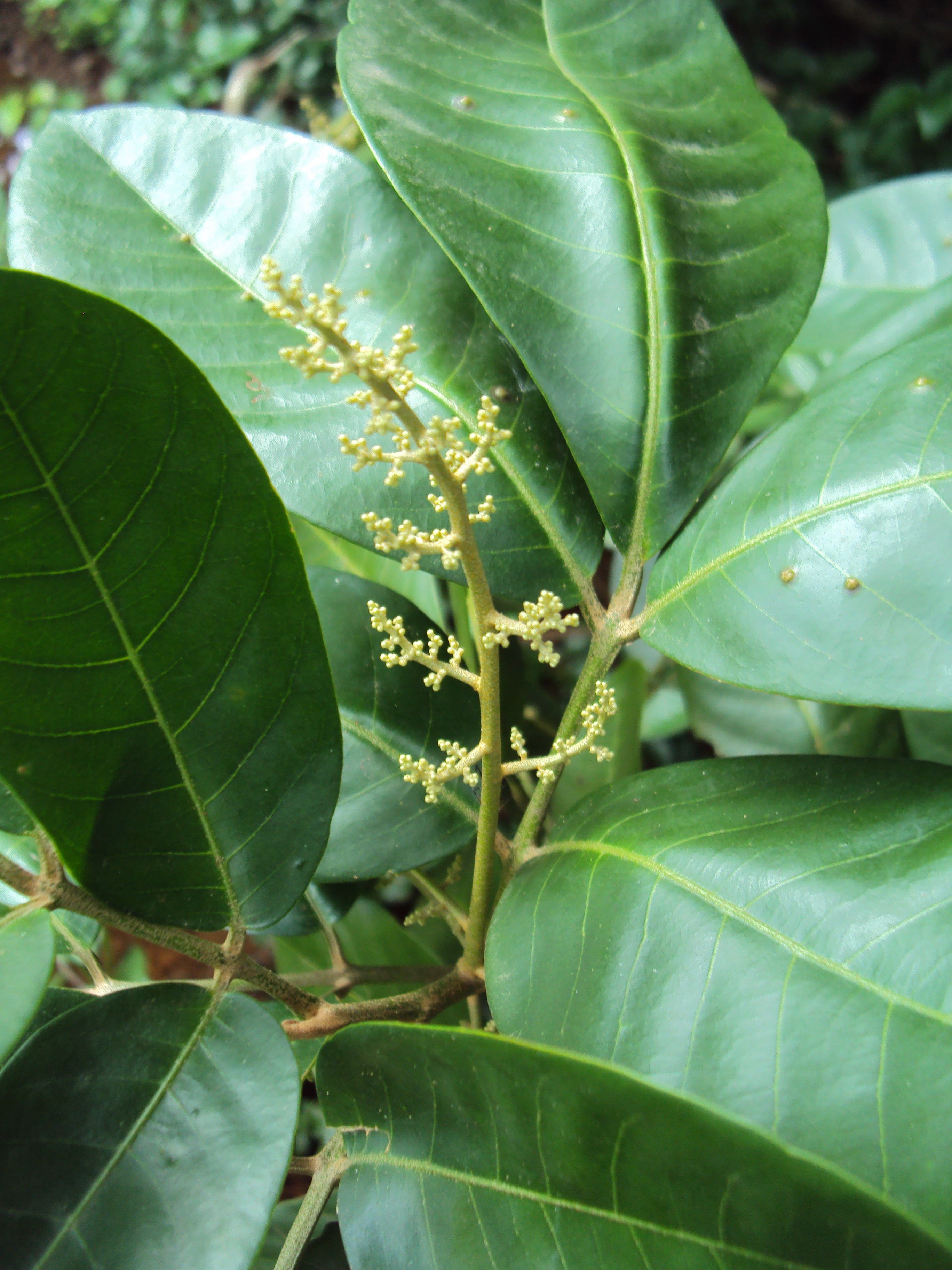
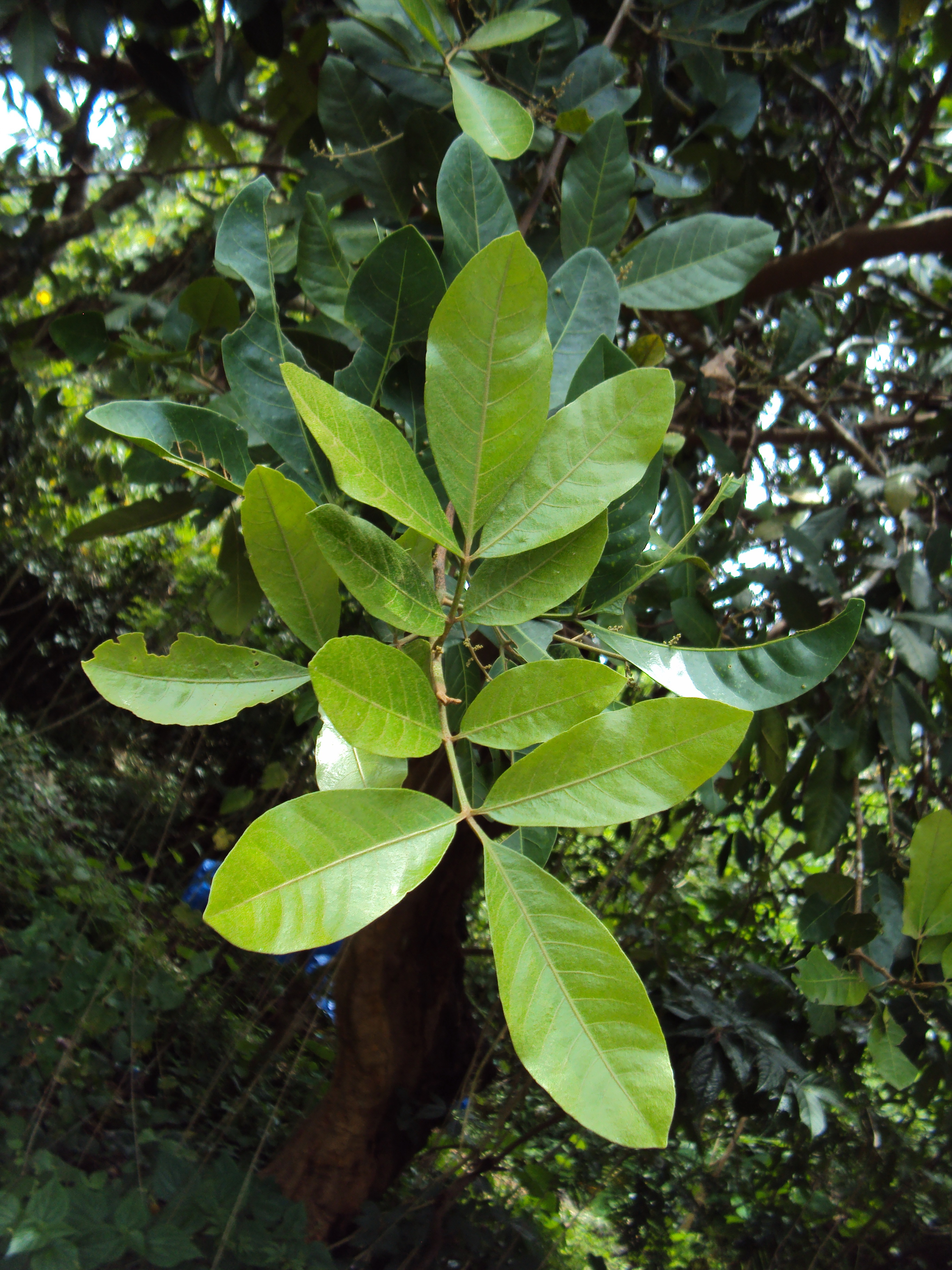